# Mechagodzilla
Mechagodzilla (メカゴジラ, Mekagojira) is de naam van vier fictieve enorme monsters uit zes van de Godzilla-films. In alle gevallen betreft het een mechanische versie van Godzilla, maar in elke film heeft hij een andere oorsprong, uiterlijk en wapens. Dit komt doordat de verschillende films met Mechagodzilla erin bij verschillende series van de Godzilla-films horen, en derhalve niets met elkaar te maken hebben.

## MechaGodzilla I (Showa Serie)

### Oorsprong
De eerste Mechagodzilla werd gecreëerd als massavernietigingswapen door een buitenaards ras bekend als de Simeions of de Black Hole aliens.
In de Amerikaanse versie wordt deze Mechagodzilla beschreven als een cyborg, maar is dat niet. In het begin is hij een robot met z'n eigen brein en in staat zelf te denken en te handelen.
Nadat hij is herbouwd is hij een op afstand bestuurbare machine die commando's ontvangt van de cyborg Katsura. Zonder haar kon Mechagodzilla niets.

### Geschiedenis
De Simeons sturen Mechagodzilla naar de Aarde om Godzilla uit te schakelen. Hij werd uiteindelijk verslagen door een teamaanval van Godzilla en een ander monster genaamd King Caesar.
De Simeons verbeterden hun Mechagodzilla echter en stuurden hem voor een tweede aanval. Dit keer geholpen door het monster Titanosaurus. Een van de verbeteringen was dat zijn hersens niet langer in zijn hoofd zaten zodat de robot ook kon doorvechten na te zijn onthoofd (wat hem de vorige keer fataal werd). Na wederom te zijn verslagen door Godzilla worden de restanten van deze Mechagodzilla door Godzilla begraven waardoor hij niet nogmaals gerepareerd kan worden.

### Afmetingen
- Hoogte: 50 meter
- Gewicht: 40,000 ton

### Media
Deze versie van Mechagodzilla kwam voor in de volgende films:
- Godzilla vs. Mechagodzilla (1974)
- Terror of Mechagodzilla (1975)
- Godzilla Island (1997) televisieserie

En in de volgende videospellen:
- Godzilla: Monster of Monsters
- Godzilla
- Super Godzilla (alleen in de Amerikaanse versie)
- Godzilla: Battle Legends
- Godzilla (TTI Duo)
- Godzilla: Destroy All Monsters
- Godzilla Generations
- Godzilla Generations: Maximum Impact

## Mechagodzilla II (Vs of Heisei Serie)

### Oorsprong
Deze tweede Mechagodzilla werd gecreëerd door de United Nations Godzilla Countermeasures Center, door gebruik te maken van futuristische technologie gevonden in de restanten van Mecha-King Ghidorah.
Deze versie van Mechagodzilla was echt een Mecha zoals die in veel Japanse sciencefiction voorkomt. Hij werd van binnenuit bestuurd, maar kon eigenlijk niets uit zichzelf.

### Geschiedenis
Mechagodzilla werd voor het eerst ingezet tegen Godzilla toen die de stad Kioto aanviel. De robot werd verslagen vanwege een voltage overlading tijdens een poging Godzilla te elektrocuteren. Een van de piloten kwam met het idee om de Mechagodzilla te combineren met een ander anti-Godzilla wapen, het luchtschip Garuda.
Deze gecombineerde vorm genaamd Super Mechagodzilla werd ingezet tegen zowel Godzilla als Fire Rodan. In het heetst van de strijd ontkoppeld piloot Kazuma de Garuda en vecht verder met Fire Rodan terwijl de rest van de bemanning verder vecht met Godzilla. Fire Rodan wordt gedood, maar de radioactiviteit die hierbij vrijkomt uit zijn lichaam geneest Godzilla. Hierna verwoest Godzilla, die door Rodans radioactiviteit ook tijdelijk een power-up heeft gekregen, de Super Mechagodzilla. De bemanning weet ongedeerd te ontsnappen.

### Afmetingen
- Hoogte: 120 meter
- Gewicht: 150,000 - 150,482 ton

### Media
Deze versie van Mechagodzilla kwam voor in de volgende films:
- Godzilla vs. Mechagodzilla II (1993)
- Godzilla Island (1997) televisieserie

Verder deed hij mee in de volgende videospellen:
- Super Godzilla (alleen in de Japanse versie)
- Godzilla: Destroy All Monsters Melee
- Godzilla: Domination (alleen Amerikaanse versie)
- Godzilla: Save the Earth

## Mechagodzilla III/Kiryu (Millennium Serie)

### Oorsprong
Deze versie van Mechagodzilla, ook wel Kiryu of MechaG genoemd, is ook op de Aarde gemaakt.
Deze Mechagodzilla is een combinatie van levend DNA en computers. Hij is dus echt een cyborg, of bio-robot zoals de fans hem vaak noemen. Hij kan zowel op afstand als van binnenuit worden bestuurd, maar heeft soms een eigen wil. De eerste keer brak hij los van de controle en ging zijn eigen gang.

### Geschiedenis
Wanneer in 1999 een nieuwe Godzilla verschijnt komt de Anti-Megaloauros Force (AMF) met het idee om het skelet van de oude Godzilla uit 1954 op te duiken uit de haven en als basis te gebruiken voor een mechanische Godzilla.
Deze Mechagodzilla bevat ook semi-organische boordcomputers met gekloond DNA uit de botten van de oude Godzilla. In 2003 is dit mechanische monster af en wordt ingezet tegen Godzilla. Echter, doordat het skelet van de oude Godzilla als basis dient, begint de robot herinneringen te krijgen van deze Godzilla. Hij breekt los van zijn piloot en begint Tokyo in puin te leggen totdat z'n brandstof op is.
Mechagodzilla wordt snel gerepareerd en van een paar nieuwe wapens voorzien. Ook wordt de computer vervangen om te voorkomen dat de robot nogmaals op hol zal slaan (tenminste, in theorie). Mechagodzilla is nu ook op afstand bestuurbaar.
Zijn tweede gevecht tegen Godzilla verliep goed, totdat de ontvanger van de afstandsbediening beschadigd raakt. Een van de piloten probeert nog door te vechten door Mechagodzilla met de hand te besturen, maar het gevecht eindigt gelijk en Godzilla trekt zich terug in zee.
Een jaar later verschijnt Godzilla opnieuw, in gevecht met het monster Mothra. Mechagodzilla wordt ingezet in de hoop samen met Mothra eindelijk Godzilla te kunnen verslaan. Mechagodzilla wint het gevecht, maar Godzilla's gebrul activeert opnieuw de herinneringen van de oude Godzilla. Mechagodzilla werpt zijn piloot eruit en draagt Godzilla naar zee. Daarna zinkt de robot zelf weg in de zee en wordt niet meer teruggezien.
- Deze Mechagodzilla zou eigenlijk ook voorkomen in de laatste Godzilla film "Godzilla Final Wars". Maar aangezien er al heleboel andere oude monsters opnieuw voorkwamen in deze film, allemaal met een nieuw uiterlijk, werd het te duur om ook nog eens Mechagodzilla te gebruiken.

### Afmetingen
- Hoogte: 60 meter
- Gewicht: 40,000 - 36,000 ton

### Media
Deze versie van Mechagodzilla kwam voor in de volgende films:
- Godzilla Against Mechagodzilla (2002)
- Godzilla: Tokyo S.O.S. (2003)

En in de volgende videospellen:
- Godzilla: Domination (alleen Japanse versie)
- Godzilla: Save The Earth
- Godzilla: Destroy All Monsters Melee (de Japanse versie)